# Повергов
Повергов (укр. Повергів) — село в Николаевской городской общине Стрыйского района Львовской области Украины.
Население по переписи 2001 года составляло 246 человек. Занимает площадь 0,9 км². Почтовый индекс — 81624. Телефонный код — 3241.